# Rab Howell
Rabbi Howell, detto Rab (Sheffield, 12 ottobre 1869 – Preston, 21 luglio 1937), è stato un calciatore inglese, di ruolo attaccante.

## Biografia
Dopo il ritiro dalle attività agonistiche Howell lavorò come operaio generico e guardiano notturno. Nei suoi ultimi mesi di vita le sue condizioni di salute ebbero un aggravamento tale da privarlo totalmente della vista. Rab Howell morì il 21 luglio 1937 all'età di 69 anni.

## Carriera

### Club

#### Sheffield United
Dopo aver militato nelle giovanili dell'Ecclesfield per due anni e trascorso una parentesi annuale ai Rotherham Swifts, nel 1890 viene ingaggiato dal neonato Sheffield Utd. Al suo ultimo anno di militanza alle Blades, il giocatore viene coinvolto all'interno di uno scandalo di corruzione legato al calcioscommesse; infatti, egli venne accusato dalla propria tifoseria di aver segnato volontariamente due autoreti nella precedente gara contro il Sunderland. Con la maglia del club ha collezionato in 8 annate un totale di 200 presenze, laureandosi campione d'Inghilterra al termine della stagione 1897-1898.

#### Liverpool e Preston North End
Nell'aprile 1898 viene acquistato dal Liverpool, con cui debutta ufficialmente il 16 aprile successivo, in un match casalingo vinto contro l'Aston Villa. Nel 1901 viene ceduto al Preston North End, con cui termina la propria carriera nel 1903 a causa di un infortunio.

### Nazionale
Howell debutta con la nazionale inglese il 9 marzo 1895, mettendo a segno una delle nove reti refilate all'Irlanda in una gara del Torneo Interbritannico.

## Palmarès

### Club

#### Competizioni nazionali
- Campionato inglese: 1

Sheffield United: 1897-1898